# Cirugía del estrabismo

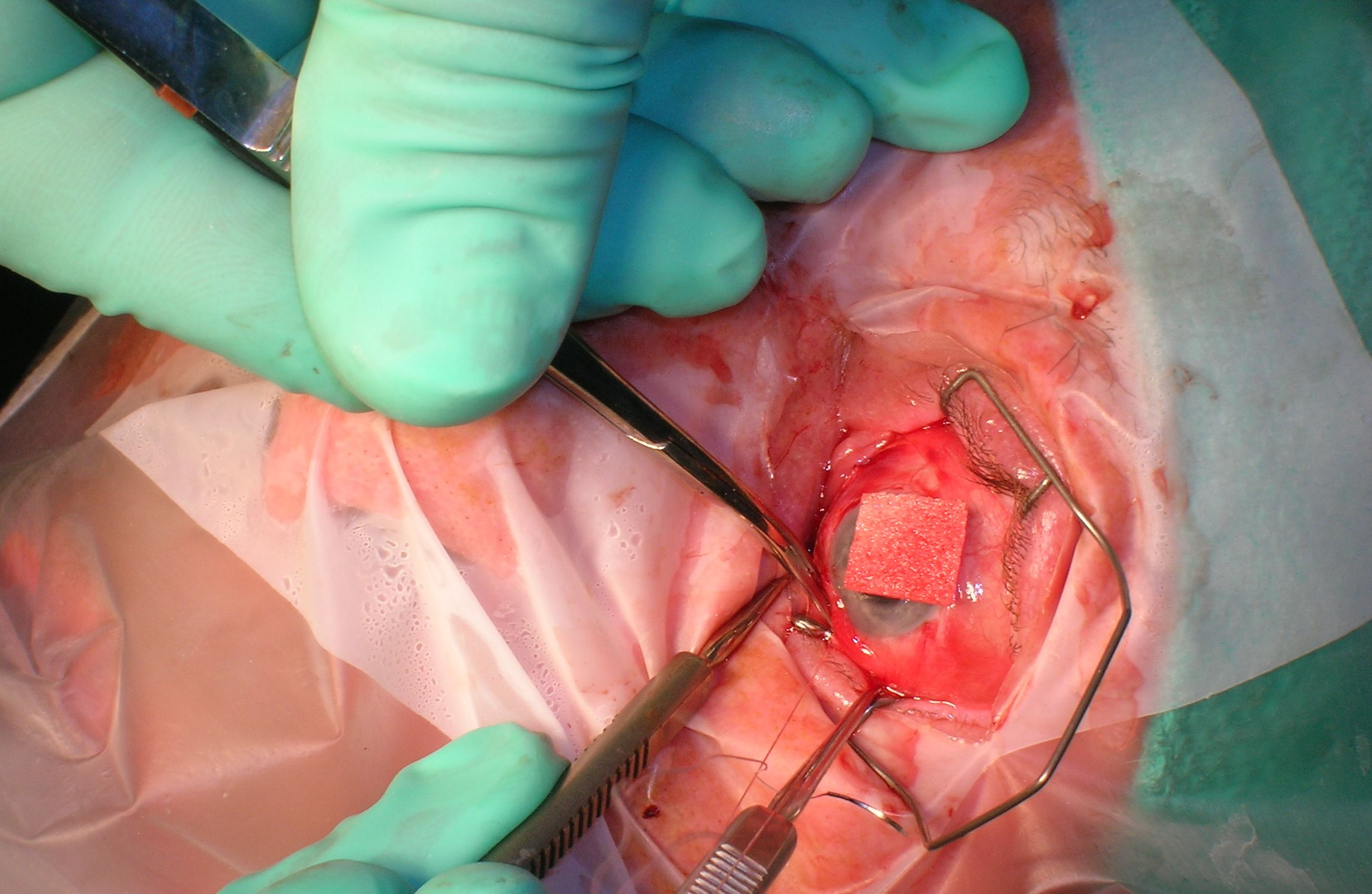
Aislamiento del músculo recto inferior.

La cirugía del estrabismo (también: cirugía del músculo extraocular, cirugía del músculo ocular, o cirugía de alineación ocular) es una cirugía de los músculos extraoculares para corregir el estrabismo, la desalineación de los ojos. Con 1.2 millones, aproximadamente, de operaciones cada año, la cirugía del músculo extraocular es la tercera cirugía del ojo más común en Estados Unidos.
La primera intervención quirúrgica exitosa de estrabismo fue llevada a cabo el 26 de octubre de 1839 por Johann Friedrich Dieffenbach en un niño de 7 años esotrópico y  antes algunos otros intentos habían sido realizados en 1818 por William Gibson de Baltimore, cirujano general y profesor de la Universidad de Maryland.
La idea de tratar el estrabismo cortando algunas de las fibras del músculo extraocular fue publicada en la prensa americana por el oculista de Nueva York John Scudder en 1837

## Tipos

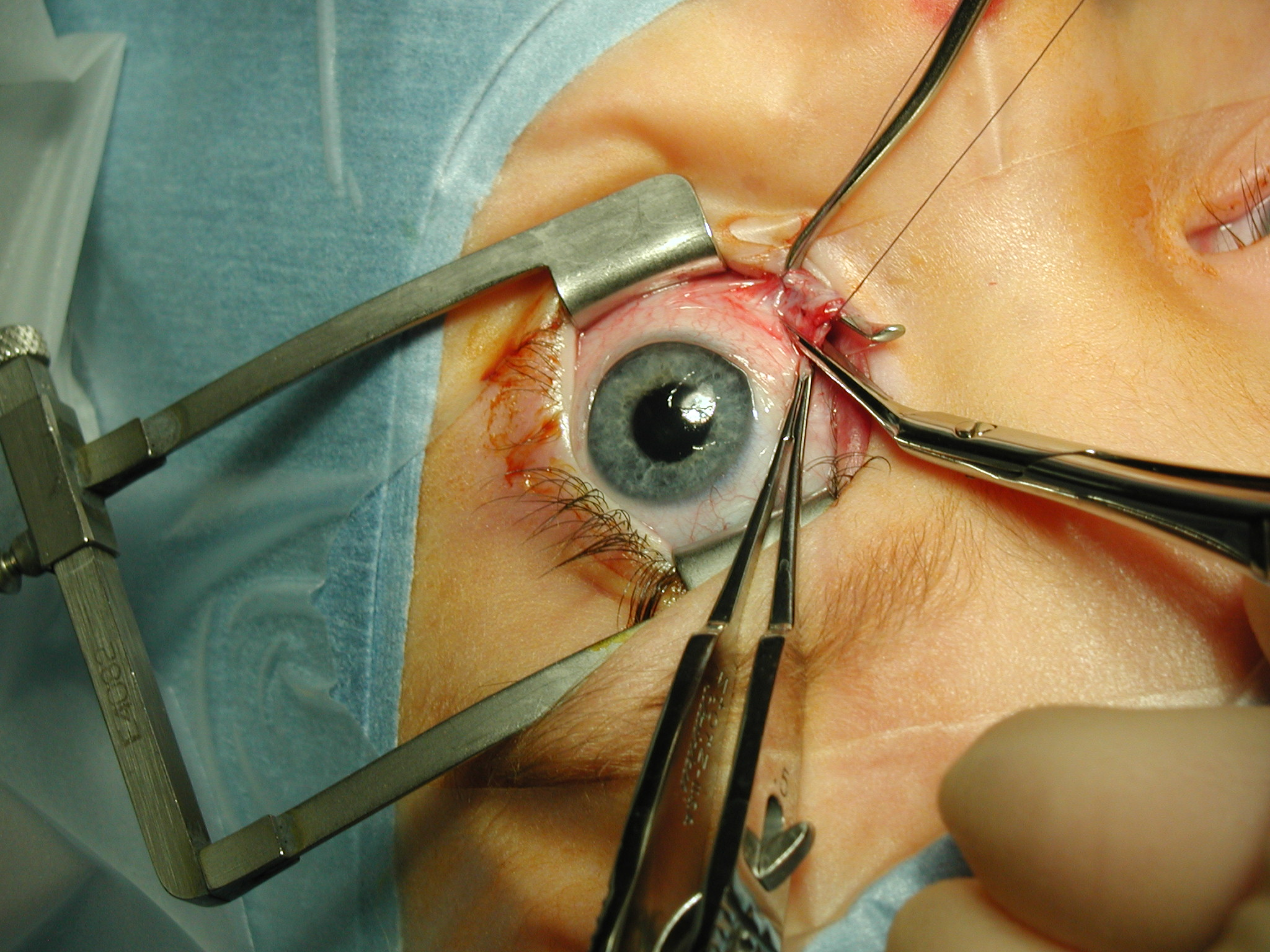
Desinserción del músculo recto medial

- La cirugía del músculo ocular normalmente corrige el estrabismo e incluye los siguientes:[4][5]
  -  Procedimientos de aflojamiento / debilitación
    - La recesión consiste en mover la inserción de un músculo posteriormente hacia su origen.
    - Miectomía
    - Miotomía
    - Tenectomía
    - Tenotomía

  - Procedimientos de tensión / refuerzo
    - La resección consiste en separar uno de los músculos oculares, quitando una porción del músculo desde el extremo distal del músculo y volver a fijar el músculo al ojo.[6]
    - Plegamiento
    - El avanzamiento es el movimiento de un músculo desde su emplazamiento original de sujeción al globo ocular hacia una posición más avanzada.

  - Procedimientos de transposición / reposicionamiento
  - La cirugía de sutura ajustable es un método de recolocación de un músculo extraocular que permite que un punto pueda ser acortado o alargado dentro del primer día postoperatorio  para conseguir un mejor alineamiento ocular.[7]

La cirugía del estrabismo es un procedimiento de un día. El paciente pasa solo unas pocas horas en el hospital con una mínima preaparación preoperatoria. La duración media de la operación es variable. Tras la operación, el paciente debe esperarse malestar y enrojecimiento. En casos de reintervenciones está previsto que haya más dolor. La resección de los músculos es más dolorosa en el periodo posoperatorio que la recesión. También deja enrojecimientos que duran más y puede causar vómito en el primer periodo posoperatorio.
El cirujano proporcionará al paciente un antifaz para sus ojos que impida el paso de la luz. Se recomienda al paciente que lo lleve puesto, dado que los estímulos oculares (p. ej., luz, girar los ojos) pueden causar molestias.

## Resultados

### Alineación y cambios funcionales
Sobrecorrección e hipocorrección: la intervención quirúrgica puede dar como resultado que los ojos queden totalmente alineados (ortoforia) o casi, o bien producirse una sobrecorrección o una hipocorrección que puede necesitar un tratamiento posterior u otra intervención quirúrgica. La probabilidad de que los ojos permanezcan alineados a largo plazo es más elevada si el paciente es capaz de alcanzar algún grado de fusión binocular después de la cirugía. En un estudio sobre esotropia infantil con pacientes que tenían tanto esotropía de ángulo reducido (8 dioptrías) o exotropía de ángulo reducido en la misma medida seis meses después de la operación, se constató que los que tenían esotropía de ángulo reducido eran más propensos a tener los ojos alineados durante cinco años después de la operación respecto a los que tenían exotropía de ángulo reducido. Hay evidencias preliminares de que los niños con esotropía infantil alcanzan una visión binocular posoperatoria si el  tratamiento quirúrgico es llevado a cabo precozmente (véase: Infantile esotropia#Surgery).
Otras desviaciones:
La cirugía del estrabismo para trastornos del músculo oblicuo puede dar como resultado una sucesiva desalineación de los ojos. En principio, una desviación vertical disociada puede producirse. Existen indicios de que la gravedad de esta desviación puede ser inferior si el niño es operado a una edad temprana. En segundo lugar, la cirugía de estrabismo también puede acabar en una ciclodesviación subjetiva y objetiva, que posiblemente dé lugar a ciclotropia y visión doble rotacional (ciclodiplopia) si el sistema visual no puede compensarla.
Para las simples cirugías del músculo recto horizontal, es sabido que las desviaciones verticales, de los tipos A y V y la ciclotropia pueden ser previstas o evitadas tomando algunas precauciones quirúrgicas.
Consideraciones funcionales:
una consecuencia frecuente de la cirugía del estrabismo es la subsiguiente microtropia (conocida también como síndrome de monofijación).
Mejoras funcionales y otros beneficios: Durante mucho tiempo se pensó que los pacientes adultos con un estrabismo de larga data solo podían obtener mejoras estéticas; en estos últimos años ha habido casos en los que se ha dado fusión sensorial también en estos tipos de pacientes con tal de que la alineación posoperatoria sea muy elevada. En caso de estrabismo interior preoperatorio la corrección amplía el campo visual binocular del paciente, mejorando la visión periférica. Asimismo, el restablecimiento de la alineación ocular puede aportar al paciente beneficios económicos y psicosociales (véase también: Psychosocial effects of strabismus).

### Complicaciones
La diplopía se produce con bastante frecuencia en las primeras semanas siguientes a la operación.
Las complicaciones raras o muy raras que pueden producirse tras la operación son: infección ocular, hemorragia en caso de perforación escleral, deslizamiento o desprendimiento del músculo, o incluso pérdida de visión.
La cirugía del músculo ocular da lugar a la formación de cicatrices (fibrosis); si la cicatriz es extensa, se puede apreciar hinchazón y enrojecimiento del tejido en la parte blanca del ojo. La fibrosis se puede reducir usando mitomicina C durante la operación.
Un método relativamente nuevo, concebido principalmente por el oftalmólogo suizo Daniel Mojon, es la Cirugía de estrabismo mínimamente invasiva o Minimally invasive strabismus surgery (MISS) que tiene el potencial de reducir el riesgo de complicaciones y llevar a una más rápida rehabilitación visual y cicatrización de la herida. Realizada con microscopio quirúrgico, las incisiones en la conjuntiva son mucho más pequeñas que en la cirugía de estrabismo tradicional.  Un estudio publicado en 2017 documentó menos complicaciones de hinchazón de conjuntiva y párpados en el periodo inmediato posoperatorio tras una MISS, con resultados a largo plazo similares en ambos grupos. La MISS puede ser empleada para realizar todo tipo de cirugía del estrabismo, a saber, recesiones del músculo recto, resecciones, transposiciones, y plegamientos incluso en presencia de movilidad limitada.
Muy raramente, pueden darse complicaciones potencialmente mortales durante la cirugía del estrabismo debido al reflejo óculo-cardíaco.